# Мартиянівка
Мартиянівка, або Нова Мартиянівка (біл. вёска Новая Марцьяноўка) — село в складі Березинського району Мінської області, Білорусь. Село підпорядковане Поплавській сільській раді, розташоване в східній частині області.